# Angry Birds POP!
Angry Birds POP! (anteriormente conocido como Angry Birds Stella POP!) es un videojuego de combinación de fichas creado por Rovio Entertainment, fue creado para los dispositivos iOS en Canadá el 22 de diciembre de 2014 y realizado internacionalmente para iOS y Android el 12 de marzo de 2015. Este juego es la secuela de la serie de Angry Birds y de Angry Birds Stella.
El juego se trata de que el jugador usa burbujas para reventar más burbujas o cerdos juntando 3 del mismo color. Cada nivel tiene un tiempo limitado y/o un límite de burbujas. Para guardar el progreso se necesita Facebook y para tener varias vidas para continuar.Una secuela Angry Birds POP Blast,se lanzó cuatro años después. Pero fue cancelado y eliminado en 2020

## Personajes
- Stella
- Chuck
- Red Bird
- Matilda
- Bomb
- Cerdos
- Willow(por tiempo limitado)
- Poppy(por tiempo limitado)
- Dahlia (por tiempo limitado)
- The Blue Birds (por tiempo limitado)
- Luca (por tiempo limitado)
- Silver (por tiempo limitado)
- Hatchlings (Por tiempo limitado y objetivos permanentes)
- Gale (Antagonista en ciertos niveles)
- Rey cerdo (Antagonista en ciertos niveles)
- Terence Bird (en revienta un cerdo)

## Episodios
| #  | Episodio           | Niveles | Fecha                |
| -- | ------------------ | ------- | -------------------- |
| 1  | Greenleaf Forest   | 15      | 12 de marzo de 2015  |
| 2  | Cobalt Waterfall   | 15      | 12 de marzo de 2015  |
| 3  | Forest Haven       | 15      | 12 de marzo de 2015  |
| 4  | The Beach Party    | 15      | 12 de marzo de 2015  |
| 5  | Crystal Caves      | 15      | 12 de marzo de 2015  |
| 6  | Monument Mountains | 20      | 27 de marzo de 2015  |
| 7  | Lily Lagoon        | 20      | 21 de abril de 2015  |
| 8  | Hummingbee Hive    | 20      | 4 de mayo de 2015    |
| 9  | Flock 'n' Roll     | 20      | 21 de mayo de 2015   |
| 10 | Gloomy Grotto      | 20      | 10 de junio de 2015  |
| 11 | The Golden Temple  | 20      | 18 de junio de 2015  |
| 12 | Dusty Dunes        | 20      | 5 de julio de 2015   |
| 13 | Coral Conundrum    | 20      | 16 de julio de 2015  |
| 14 | Cliffside Clamber  | 20      | 31 de julio de 2015  |
| 15 | Magma Mountain     | 20      | 12 de agosto de 2015 |